# Toby Kebbell
 (avril 2024).
Si vous disposez d'ouvrages ou d'articles de référence ou si vous connaissez des sites web de qualité traitant du thème abordé ici, merci de compléter l'article en donnant les références utiles à sa vérifiabilité et en les liant à la section « Notes et références ».
Toby Kebbell, né le 9 juillet 1982 à Pontefract, est un acteur britannique.
Il est surtout connu pour avoir incarné — en capture de mouvement — Koba dans la trilogie-reboot La Planète des singes (2014-2017), réalisée par Matt Reeves, puis Docteur Fatalis dans le blockbuster Les Quatre Fantastiques (2015), de Josh Trank et enfin Durotan dans une autre adaptation, Warcraft : Le Commencement (2016), de Duncan Jones.

## Biographie
Toby Kebbell est né le 9 juillet 1982 à Pontefract, Angleterre.
Il est le quatrième d'une fratrie de cinq enfants. Il a grandi dans le Nottinghamshire où il fut élevé par sa mère, Michelle. Il fit sa scolarité dans une école primaire catholique. 

### Carrière

#### Débuts (années 2000)
Il est remarqué par le réalisateur Shane Meadows, qui lui confie le rôle d'Anthony dans Dead Man's Shoes,, sorti en 2004. Il est nommé pour meilleur espoir aux British Independent Film Awards pour cette première apparition à l'écran. Il enchaîne avec des apparitions dans la grosse production Alexandre (2004), d'Oliver Stone et Match Point (2005), de Woody Allen.
Il tente de confirmer en faisant partie du casting principal du film d'horreur anglais Wilderness (2006) et en tenant un second rôle dans le biopic  Control, porté par Sam Riley. Il enchaîne avec des apparitions dans des fictions télévisées britanniques, dont un épisode de la série de la BBC The Street, qui a remporté le BAFTA 2007 de la meilleure série dramatique. Il apparaît ensuite dans une version moderne de Macbeth aux côtés de James McAvoy.
En septembre 2008, Kebbell participe au thriller d'action RocknRolla, écrit et réalisé par Guy Ritchie, aux côtés des acteurs Tom Wilkinson, Gerard Butler, Mark Strong et Thandie Newton. Il y interprète un musicien toxicomane nommé Johnny Quid. Pour ce rôle, l'acteur apprend à jouer du piano et également à se servir d'un semi-automatique, et il jeûne pendant plusieurs jours. Des comparaisons ont été faites entre son corps et celui de Brad Pitt dans Fight Club. Il remporte le The Sun's Award du meilleur acteur pour son rôle.
Il joue ensuite dans la comédie dramatique Chéri, portée par Michelle Pfeiffer, puis s'essaie au blockbuster avec des longs-métrages sortis en 2010 :  Prince of Persia : Les Sables du Temps, avec Jake Gyllenhaal ; L'Apprenti sorcier, avec Nicolas Cage. Dans le thriller historique  La Conspiration, il joue John Wilkes Booth.
L'année 2011 est marquée par son retour en tete d'affiche avec le thriller britannique The Veteran ; la même  année, il apparait dans la grosse production Cheval de guerre, de Steven Spielberg. Il apparaît aussi dans un épisode de la série anthologique à succès Black Mirror et tourne le film indépendant The East, sorti en (2013).
Il se concentre ensuite sur des projets américains.

#### Passage à Hollywood (années 2010)

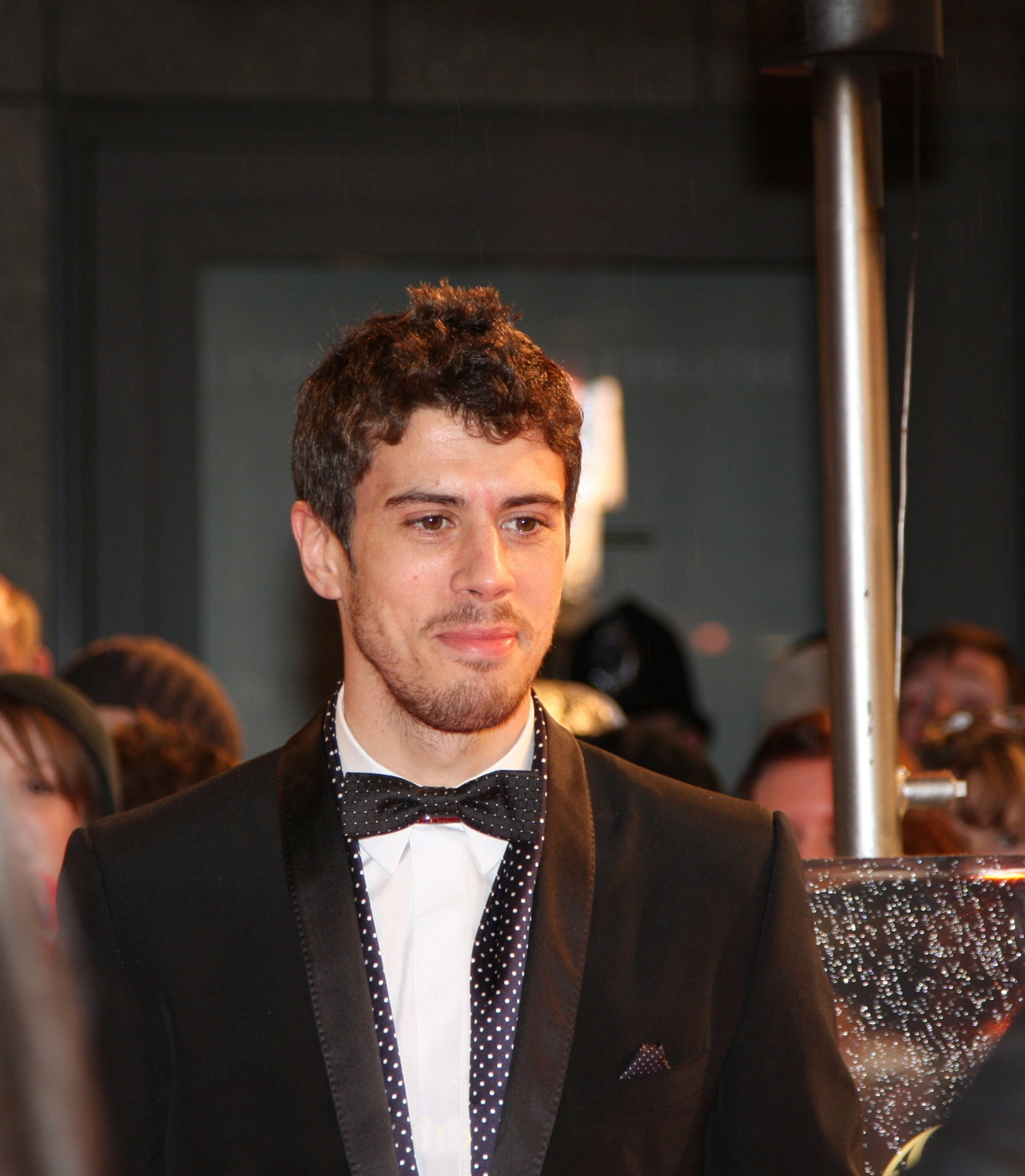
L'acteur en juillet 2010.

Il évolue exclusivement dans des grosses productions : le fantastique La Colère des Titans (2012), avec Sam Worthington ; le thriller Cartel (2013), de Ridley Scott ; La Planète des singes : L'Affrontement (2014), de Matt Reeves, où il joue le traitre Koba. Puis il incarne un autre antagoniste, Docteur Fatalis, dans Les 4 Fantastiques, de Josh Trank.
Autre échec, celui de l'adaptation du jeu éponyme Warcraft : Le Commencement,  de Duncan Jones, où il joue Durotan ; puis il fait partie du casting du conte fantastique Quelques minutes après minuit, de Juan Antonio Bayona. Pour finir, il partage l'affiche du peplum Ben-Hur avec Jack Huston. Il donne aussi la réplique à Matthew McConaughey, acteur principal de Gold, de Stephen Gaghan.
L'année 2017 est placée sous le sceau du primate : il incarne le major Chapman dans Kong: Skull Island, de Jordan Vogt-Roberts ; puis redevient Koba pour La Planète des singes : Suprématie, pour conclure la trilogie sous la direction de Matt Reeves.
Par la suite, il joue dans la comédie indépendante The Female Brain, puis partage l'affiche des films d'action Hurricane avec Maggie Grace et Destroyer, avec Nicole Kidman. Il joue aussi dans le thriller L'ange du Mossad face à Marwan Kenzari, disponible exclusivement sur Netflix.
Entre 2019 et 2023, il tient l'un des rôles principaux dans la série Servant, aux côtés de Lauren Ambrose, Nell Tiger Free et Rupert Grint . La série est diffusée sur Apple TV+ et est produite par M. Night Shyamalan. Il joue ensuite dans la série For All Mankind.

### Vie privée
Il est marié à Arielle Wyatt depuis 2020. Ils ont un enfant ensemble[réf. nécessaire].

## Filmographie

### Cinéma
- 2004 : Dead Man's Shoes de Shane Meadows : Anthony
- 2004 : Northern Soul d'Elaine Constantine : Mark Sherbert
- 2004 : Alexandre (Alexander) d'Oliver Stone : Pausianus
- 2005 : Match Point de Woody Allen : Un policier
- 2006 : Wilderness de M.J. Bassett : Callum
- 2007 : Control d'Anton Corbijn : Rob Gretton
- 2008 : RocknRolla de Guy Ritchie : Johnny Quid
- 2008 : Chéri de Stephen Frears : Le patron
- 2008 : The German : A.C. Barton
- 2010 : Prince of Persia : Les Sables du Temps (Prince of Persia: The Sands of Time) de Mike Newell : Garsiv
- 2010 : L'Apprenti sorcier (The Sorcerer's Apprentice) de Jon Turteltaub : Drake Stone
- 2011 : La Conspiration (The Conspirator) : John Wilkes Booth
- 2011 : The Veteran : Miller
- 2011 : Cheval de guerre (War Horse) de Steven Spielberg : Geordie
- 2012 : La Colère des Titans (Wrath of the Titans) de Jonathan Liebesman : Agenor
- 2013 : The East de Zal Batmanglij : « Doc »
- 2013 : Cartel (The Counselor) de Ridley Scott : Tony
- 2014 : La Planète des singes : L'Affrontement (Dawn of the Planet of the Apes) de Matt Reeves : Koba
- 2015 : Les 4 Fantastiques (Fantastic Four) de Josh Trank : Victor Domashev / Docteur Fatalis
- 2016 : Warcraft : Le Commencement (Warcraft : The Beginning) de Duncan Jones : Durotan
- 2016 : Quelques minutes après minuit (A Monster Calls) de Juan Antonio Bayona : Le père
- 2016 : Ben-Hur de Timur Bekmambetov : Messala
- 2016 : Gold de Stephen Gaghan : Jennings
- 2017 : Kong: Skull Island de Jordan Vogt-Roberts : major Chapman
- 2017 : La Planète des singes : Suprématie (War for the Planet of the Apes) de Matt Reeves : Koba
- 2018 : Hurricane (The Hurricane Heist) de Rob Cohen : Will
- 2018 : Destroyer de Karyn Kusama : Silas
- 2018 : L'ange du Mossad (The Angel) d'Ariel Vromen : Danny « Alex » Ben Aroya
- 2019 : Ser du månen, Daniel de Niels Arden Oplev
- 2020 : Bloodshot de Dave Wilson : Axe
- 2025 : Salvable de Björn Franklin et Johnny Marchetta : Sal « The Bull »

### Télévision
- 2005 : Beaucoup de bruit pour rien (téléfilm) : Malcolm
- 2011 : Black Mirror (série TV) : Liam
- 2019-2023 : Servant (série TV) : Sean Turner
- 2023-présent : For All Mankind (série TV) : Miles Dale

## Voix françaises
| - Marc Arnaud dans : - Les Quatre Fantastiques - Kong: Skull Island - Bloodshot - For All Mankind (série télévisée) - Thibaut Lacour dans : - Ben-Hur - Gold - Servant (série télévisée) - Damien Boisseau dans : - Wilderness - Cheval de guerre - Jean-Marco Montalto dans : - Beaucoup de bruit pour rien (téléfilm) - Black Mirror (série télévisée) - David Krüger dans : - La Planète des singes : L'Affrontement - La Planète des singes : Suprématie | - Damien Ferrette dans : - Hurricane - Destroyer et aussi - Nessym Guetat dans Match Point - Thibaut Belfodil dans Control - Emmanuel Garijo dans RocknRolla - Jean-Alain Velardo dans Chéri - Boris Rehlinger dans Prince of Persia : Les Sables du Temps - Paolo Domingo dans L'Apprenti Sorcier - Rémi Bichet dans La Colère des Titans - Philippe Allard dans The East - Diouc Koma dans Cartel - Serge Thiriet dans Warcraft : Le Commencement - Mathieu Moreau dans Quelques minutes après minuit - Bruno Choël dans L'ange du Mossad |